# Валсаваранш
Валсавара̀нш (на италиански и на френски: Valsavarenche, на местен диалект: Vassavaéntse, Васаваенц, от 1939 до 1946 г. Valsavara, Валсавара, от 1946 до 1976 г. Valsavaranche) е община в Северна Италия, автономен регион Вале д'Аоста. Разположена е на 1541 m надморска височина. Населението на общината е 164 души (към 2014 г.).
Административен център на общината е село Дегио (Dégioz).